# Pseudautomeris salmonea
Pseudautomeris salmonea este o specie de molie din familia Saturniidae. Este întâlnită în Surinam, Panama, Guiana Franceză, Venezuela, Brazilia și Columbia.